# Віра Бушфільд
Ві́ра Ка́галан Бу́шфільд (англ. Vera Cahalan Bushfield, 9 серпня 1889 Міллер, Південна Дакота, США — 16 квітня 1976) — американська політична діячка, сенаторка США від Південної Дакоти (1948), перша леді Південної Дакоти з 1939 до 1943 року.

## Життєпис
Народилась у Міллері, Південна Дакота. Відвідувала державні школи, закінчила Інститут Стаута в Меномоні, Вісконсин, пізніше навчалася в Університеті Дакоти Весліан та Університеті Міннесоти.
У 1912 році вийшла заміж за Гарлана Дж. Бушфільда. Подружжя мало трьох дітей Мері (нар. 1913 р.), Джона (нар. 1914 р.) та Гарлана (нар. 1921 р.).
Гарлан Бушфільд був адвокатом і службовцем з Республіканської партії, обіймав посаду губернатора Південної Дакоти з 1939 до 1943 року. Під час губернаторства Бушфільда Віра була офіційною спонсоркою запуску USS «Південна Дакота» (BB-57) 7 червня 1941 року в Камдені, штат Нью-Джерсі.
Гарлан Бушфільд служив американським сенатором з 1943 року до смерті у вересні 1948 року. Він не балотувався на переобрання 1948 року і конкурс на його наступництво відбувся між кандидатом від республіканців Карлом Е. Мундтом та демократом Джоном Енґелем.
6 жовтня 1948 року Віру Бушфільд було призначено до сенату, щоб тимчасово замістити вакансію, внаслідок смерті чоловіка. Вона служила з 6 жовтня 1948 р. до 26 грудня 1948 року. Її наступником став Карл Мундт.
Віра Бушфільд померла у Форт-Коллінз, штат Колорадо 16 квітня 1976 року. Похована на кладовищі у Міллері.